# Helena Kottanner

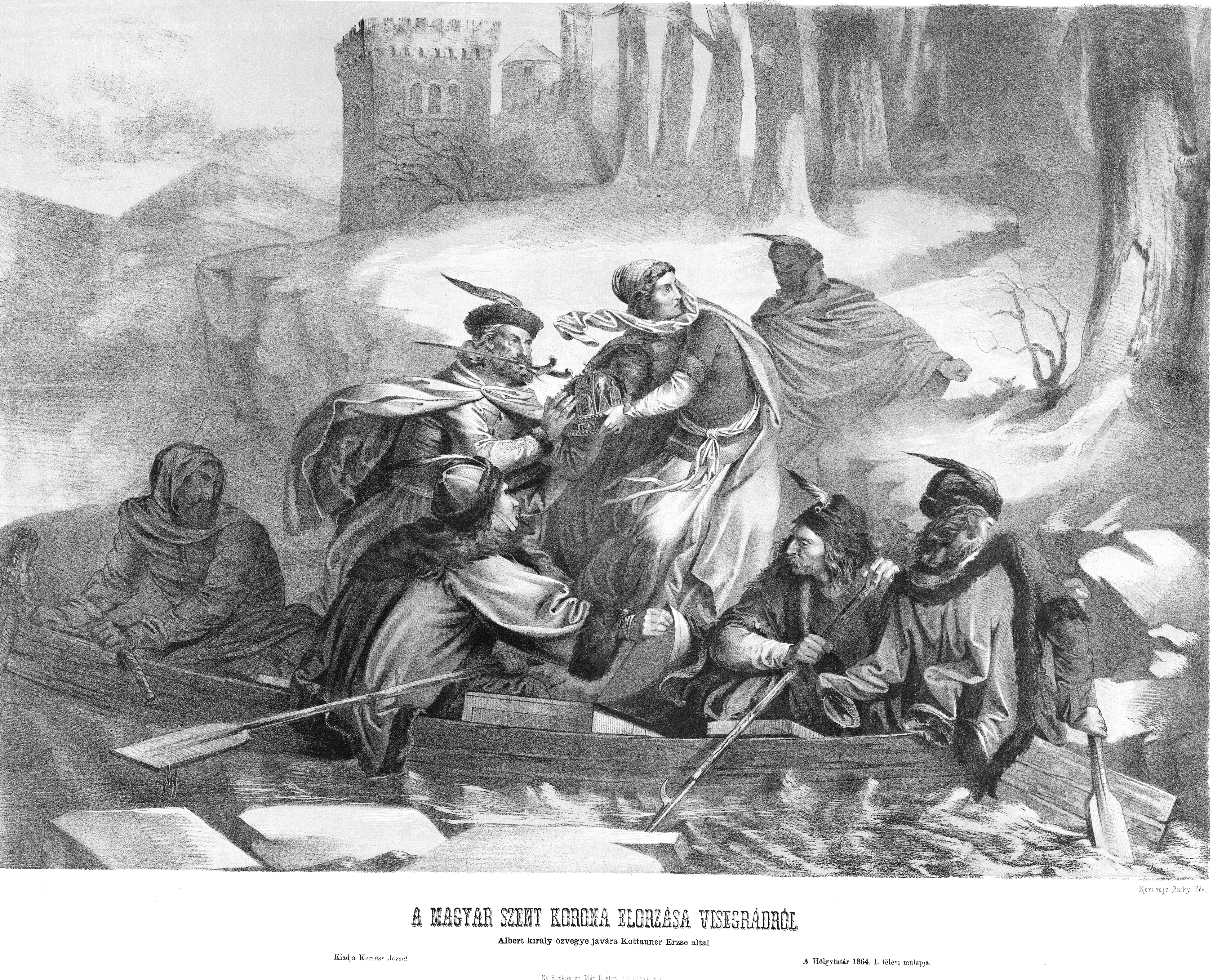
El robo de la Santa Corona Húngara de Visegrado

Helena Kottanner (1400-1470) fue la dama de compañía de la reina consorte húngara Isabel de Luxemburgo y nodriza de la princesa (y posteriormente reina) Isabel de Habsburgo de Hungría. 

## Biografía
Nació como hija de Pedro Wolfram, y su lengua materna era el alemán. Desde temprana edad fue esposa de Pedro Szekeres, el alcalde de la ciudad húngara de Sopron, hasta que enviudó en 1431. Fue entonces cuando Helena fue tomada por un ciudadano vienés, Juan Kottanner, al cual le dio una hija. Por su matrimonio con su primer esposo aprendió húngaro, esto es perceptible en sus memorias que dejó relatando sus servicios a la reina húngara.
Helena arribó primero a la corte del rey Alberto de Hungría y posteriormente a la ciudad de Visegrado. Después de la muerte del rey Alberto (27 de octubre de 1439) Helena se convirtió en ayudante y cómplice de la reina viuda. La dama fue enviada al palacio de Visegrado a robar la Santa Corona Húngara para coronar al hijo que la reina estaba a punto de dar a luz en la ciudad de Komárom. De esta forma la escondió en un cojín y la llevó a su reina luego de una tortuosa travesía. Luego de su llegada, esa misma noche la reina dio a luz a su hijo Ladislao el Póstumo con ayuda de Helena, pues las parteras estaban en el otro lado de la ciudad en sus residencias y el nacimiento no era esperado para esa noche.
Durante la coronación de Ladislao V de Hungría (15 de mayo de 1440) en la ciudad de Székesfehérvár, Helena fue la que sostuvo en sus brazos al joven rey, y posteriormente lo cargó en muchas oportunidades y se ocupó de él en la procesión en la ciudad de coronación y en el camino hacia Győr y Sopron. Quedó un manuscrito en idioma alemán sobre sus experiencias, el cual cuenta con cualidades narrativas excepcionales y brinda datos precisos sobre la cultura y estilo de vida de esa época en Hungría.
Los documentos reales en los que aparece su nombre la señalan hasta 1470, así que probablemente falleció después de esta fecha.